# Veronika Drahotová
Veronika Drahotová  (* 25. července 1975 Praha) je česká umělkyně a kurátorka, která ve své práci využívá kombinaci různých výtvarných postupů jako malba, fotografie, video, instalace a tvorba objektů a plastik.

## Biografie
Narodila se 25. července 1975 v Praze. Od malička si ráda kreslila, výtvarný talent pravděpodobně zdědila po matce, která byla malířka. Studovala nejprve na střední uměleckoprůmyslové škole (1990–1991) a rok na Střední umělecké škole Václava Hollara. V roce 1992 byla v sedmnácti letech jednou z nejmladších studentek přijatých na Akademii výtvarných umění v Praze (AVU), kde studovala v ateliéru malby u Jiřího Sopka (1992–93), v ateliéru klasické malby u Zdeňka Berana  (1993–96) a v ateliéru vizuální komunikace u Jiřího Davida (1997–2000). V roce 1995 absolvovala roční stipendium na San Francisco Art Institute a v roce 2000 získala magisterský titul na AVU.
Poprvé na sebe ve světě umění upozornila v roce 1998, když vytvořila rozsáhlou světelnou instalaci Vzdušné zámky, kterou financovala Sorosova nadace. Na několik nocí kompletně nasvítila Pražský hrad duhovými barvami, instalace je dodnes považována za jeden z největších veřejných uměleckých počinů, které se v České republice uskutečnily.

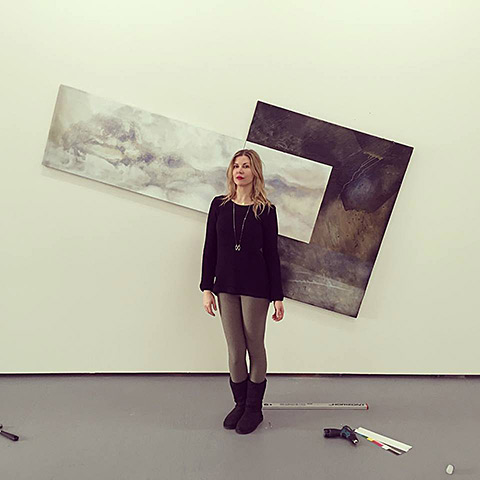
Veronika Drahotová se svými obrazy

Umělecký vývoj Veroniky Drahotové začíná u objektů a směřuje přes intermediální instalace a fotografie k malbě. Věnuje se figurální i abstraktní malbě. Přibližně od roku 2010 se zaměřuje na velkoformátová plátna plná geometrických objektů, které se vzájemně prolínají a vytvářejí trojrozměrné reliéfní prvky a  implicitně vypovídají o napětí mezi filozofií a psychologií, spiritualitou a matematikou. Kromě toho Drahotová vytvořila nový systém malby, který označuje jako architektonický. Využívá dvě a více pláten v jednom obraze, což umožňuje uspořádat díla několika způsoby a získat tak různé varianty jednoho obrazu. Horizontálním nebo vertikálním přemístěním pláten nebo jejich vzájemným otočením o 90 stupňů vzniká několik různých, předem stanovených kompozic. Plátna z cyklu „Massive Memory“ (2015) je možné takto aranžovat do různých zaměnitelných konfigurací jako interaktivní panely neustále se měnící krajiny.
V roce 2002 Drahotová založila společně se dvěma dalšími umělkyněmi v Truhlářské ulici v Praze galerii současného umění Home, která byla zaměřena na sociální interakce v rámci umění. V průběhu dvou let existence galerie kurátorsky připravila přes deset výstav, na nichž se prezentovali umělci z celé Evropy. Na místě galerie se v současnosti nachází únikový výjezd z obchodního centra Palladium. Roku 2006 byla kurátorkou skupinové výstavy SAFE v Karlin studios, na které vystavovali např. R. Macke, F. Turek, S. a R. Mullerovi a britští umělci F. James a E. Clive.
Svou vlastní tvorbu představila na samostatných výstavách po celé Evropě, v USA a Japonsku a účastnila se mnoha skupinových přehlídek. Její tvorba byla v únoru 2015 součástí skupinové výstavy Vienna for Art’s Sake, na které vystavovalo více než sto výtvarných umělců, včetně Christa, Franka Ghearyho a Zahy Hadid. Výstava putovala po Evropě a USA pod názvem Luciano Benetton Collection 10 x 12. Každý umělec dostal k dispozici plátno o rozměrech 10 × 12 cm.
Veronika Drahotová má dvě děti a žije v Praze.